# O konung, över alla stor
O konung, över alla stor psalm  med fyra verser författade av Lilly Lundequist.

## Publicerad som
- Nr 315 i Svensk söndagsskolsångbok 1908 under rubriken "Konung och fosterland"
- Nr 712 i Svenska Missionsförbundets sångbok 1920 under rubriken "Konung och Fädernesland".